# Elcot
Elcot – osada w Anglii, w hrabstwie ceremonialnym Berkshire, w dystrykcie (unitary authority) West Berkshire. Leży 32 km na zachód od centrum miasta Reading i 91 km na zachód od centrum Londynu.